# Hakama

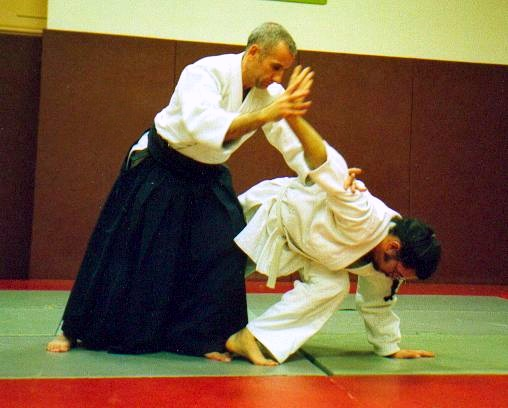
Een aikidoka met een hakama.

De hakama is een doorgaans donker gekleurde broekrok die door beoefenaars van bepaalde krijgskunsten, zoals iaido, jodo, kendo, kyudo en aikido, wordt gedragen. De hakama wordt bij het middel vastgeknoopt en komt tot op enkelhoogte.
In het oude Japan kwamen hakama's in verschillende vormen en verschillende lagen van de bevolking voor, zowel bij de adel als bij de samoerai, maar ook bij de boeren op het veld. De huidige meest voorkomende hakama is die die oorspronkelijk door de samoerai werd gedragen en diende vooral om de benen van de ruiter te beschermen tijdens het paardrijden.
Bij de opkomst van aikido, in de jaren dertig, was het dragen van een hakama verplicht voor alle aikidoka's. Het witte trainingspak werd toen gezien als onderkleding, waarboven uit beleefdheid een hakama werd gedragen. De armere beoefenaars waren voor het maken van hun hakama's echter aangewezen op minderwaardige materialen. Toen deze situatie na de oorlog nog verergerde werd als een tijdelijke maatregel aangenomen dat het voorlopig toegestaan was aikido te beoefenen zonder hakama totdat de aikidoka de graad van shodan bereikte (eerste graad zwarte band). Het onderscheid tussen hakama en niet-hakama werd dus louter uit financiële overwegingen gemaakt, niet als technische gradatie.
In het huidige aikido kan het dragen van de hakama van organisatie tot organisatie verschillen. Soms wordt de hakama vanaf de eerste les gedragen, soms enkel vanaf de graad van shodan en soms ergens ertussenin, eventueel ook nog afhankelijk van het feit of de aikidoka een man of vrouw is.
In de hakama bevinden zich zeven vouwen, vijf aan de voorzijde en twee aan de achterzijde. Zij representeren samen de zeven deugden van Budo.
Voorzijde:
- Jin (menslievendheid)
- Gi (eer en gerechtigheid)
- Rei (beleefdheid en etiquette)
- Chi (wijsheid en intelligentie)
- Shin (oprechtheid)

Achterzijde:
- Chu (loyaliteit)
- Koh (vroomheid)